# Cheri, Cheri Lady
Cheri, Cheri Lady ist ein Euro-Disco-Lied von Modern Talking aus dem Jahr 1985, das von Dieter Bohlen geschrieben wurde. Das Stück erreichte in vielen Ländern Platz eins der Charts.

## Entstehung und Veröffentlichung
Dieter Bohlen war zunächst selbst nicht vom Erfolg des Titels überzeugt, auch sein Umfeld nicht. Als er den Song jedoch an Thomas Anders schickte, war dieser begeistert. In einer Fernsehdokumentation sagte Bohlen, hier habe Anders hundertprozentig „den richtigen Riecher“ gehabt.
Cheri, Cheri Lady wurde am 2. September 1985 als Single veröffentlicht. Der Song ist 3:45 Minuten lang, auf der B-Seite der Single befindet sich die Instrumentalversion des Titels. Es ist die einzige Auskopplung aus dem Album Let’s Talk About Love. Am 30. November 1985 führten Modern Talking den Song in Peters Pop Show im ZDF vor einem Millionenpublikum auf.
1998 erschien eine Neuaufnahme auf dem Album Back for Good. Eine Rap-Version des Titels erschien im selben Jahr auf der Single Brother Louie ´98.
Der Song erschien auch auf jedem Kompilationsalbum von Modern Talking.

## Kommerzieller Erfolg

### Chartplatzierungen
Cheri, Cheri Lady wurde 1985 ein Nummer-eins-Hit in Deutschland, Österreich und der Schweiz sowie unter anderem auch in Belgien, Finnland, Hongkong, Israel, Libanon, Norwegen, Polen, Spanien und der Türkei.
| ChartsChartplatzierungen | Höchstplatzierung | Wochen/ Monate |
| ------------------------ | ----------------- | -------------- |
| Deutschland (GfK)        | 1 (22 Wo.)        | 22 Wo.         |
| Österreich (Ö3)          | 1 (4 Mt.)         | 4 Mt.          |
| Schweiz (IFPI)           | 1 (18 Wo.)        | 18 Wo.         |

| ChartsJahrescharts (1985) | Platzierung |
| ------------------------- | ----------- |
| Deutschland (GfK)         | 18          |
| Schweiz (IFPI)            | 21          |

### Auszeichnungen für Musikverkäufe
In Frankreich wurde das Stück für den Verkauf von 250.000 Exemplaren mit Silber ausgezeichnet. Für den Verkauf derselben Anzahl erhielt der Hit in Deutschland eine Goldene Schallplatte und wurde dort nach You’re My Heart, You’re My Soul und You Can Win If You Want der dritte Nummer-eins-Hit von Modern Talking in Folge.
| Land/Region                  | Auszeichnungen für Musikverkäufe (Land/Region, Auszeichnung, Verkäufe) | Verkäufe |
| ---------------------------- | ---------------------------------------------------------------------- | -------- |
| Dänemark (IFPI)              | Gold                                                                   | 45.000   |
| Deutschland (BVMI)           | Gold                                                                   | 250.000  |
| Frankreich (SNEP)            | Silber                                                                 | 250.000  |
| Italien (FIMI)               | Gold                                                                   | 50.000   |
| Spanien (Promusicae)         | Gold                                                                   | 30.000   |
| Vereinigtes Königreich (BPI) | Silber                                                                 | 200.000  |
| Insgesamt                    | 2× Silber · 4× Gold ·                                                  | 825.000  |

## Version von Capital Bra
Der deutsche Rapper Capital Bra veröffentlichte im März 2019 eine deutschsprachige Version des Songs mit zusätzlichen Rap-Strophen namens Cherry Lady. Produziert wurde der Song von Jumpa.
Dieter Bohlen hatte zuvor in deutschen Medien gesagt, dass er moderne Rapper nicht möge, weil sie ihren Reichtum zur Schau stellten. Er sagte: „Jeder rappt über seinen Maybach, und am Ende des Tages fahren die mit dem Rad in ihre Zweizimmerwohnung.“ Zudem sagte er, dass sich in 35 Jahren niemand mehr an die Lieder von Capital Bra erinnern werde. Obwohl Capital Bra zunächst Bohlens Kommentare kritisiert hatte, traten die beiden später zusammen in einem Video auf Instagram auf, in dem die Veröffentlichung des Covers angekündigt wurde.
Das YouTube-Video zu dem Song wurde am Tag seiner Veröffentlichung über 500.000 Mal angesehen. Das Lied wurde zu Capital Bras zwölftem Nummer-eins-Hit in Deutschland, wodurch er den Rekord für die meisten Nummer-eins-Singles der Beatles einstellte. Auch in der Schweiz und Österreich erreichte das Lied die Spitzenposition. Im Jahr 2020 wurde die Version von Capital Bra in Deutschland mit einer Platin-Schallplatte für mehr als 400.000 verkaufte Einheiten ausgezeichnet.

### Chartplatzierungen
| ChartsChartplatzierungen | Höchstplatzierung | Wochen |
| ------------------------ | ----------------- | ------ |
| Deutschland (GfK)        | 1 (22 Wo.)        | 22     |
| Österreich (Ö3)          | 1 (18 Wo.)        | 18     |
| Schweiz (IFPI)           | 1 (17 Wo.)        | 17     |

| ChartsJahrescharts (2019) | Platzierung |
| ------------------------- | ----------- |
| Deutschland (GfK)         | 21          |
| Österreich (Ö3)           | 24          |
| Schweiz (IFPI)            | 47          |

### Auszeichnungen für Musikverkäufe
| Land/Region        | Auszeichnungen für Musikverkäufe (Land/Region, Auszeichnung, Verkäufe) | Verkäufe |
| ------------------ | ---------------------------------------------------------------------- | -------- |
| Deutschland (BVMI) | Platin                                                                 | 400.000  |
| Insgesamt          | 1× Platin ·                                                            | 400.000  |

## Version von Twenty4tim
Der deutsche Influencer Twenty4tim nahm 2024 in Zusammenarbeit mit Dieter Bohlen eine neue Version von Cheri, Cheri Lady auf.
| ChartsChartplatzierungen | Höchstplatzierung | Wochen |
| ------------------------ | ----------------- | ------ |
| Deutschland (GfK)        | 2 (1 Wo.)         | 1      |

## Sonstiges
Chéri(e) [ʃeʀi] (aus dem Französischen) bedeutet 'Liebling' oder 'Schatz" und ist ein Kosename für die Liebste oder den Liebsten und hat nichts mit dem englischen 'cherry" [ˈtʃeri] für 'Kirsche' zu tun. Also bedeutet 'Cheri Lady' so etwas wie "[meine] liebste Lady/Frau".
Im Frühjahr 2024 ging Cheri, Cheri Lady in Indien durch die Verwendung in Instagram-Reels viral, was von der indischen Schauspielerin und Fernsehmoderatorin Jennifer Winget in einem ihrer Clips initiiert wurde. Darüber hinaus wurde der Song auch mit der australischen Cricketspielerin Ellyse Perry in Verbindung gebracht, die von ihren Fans als Perry Perry (Lady) bezeichnet wird.